# Pieterlen
Pieterlen (toponimo tedesco; in francese Perles) è un comune svizzero di 4 225 abitanti del Canton Berna, nella regione del Seeland (circondario di Bienne).

## Geografia fisica
Ligerz è affacciato sul Lago di Bienne.

## Monumenti e luoghi d'interesse

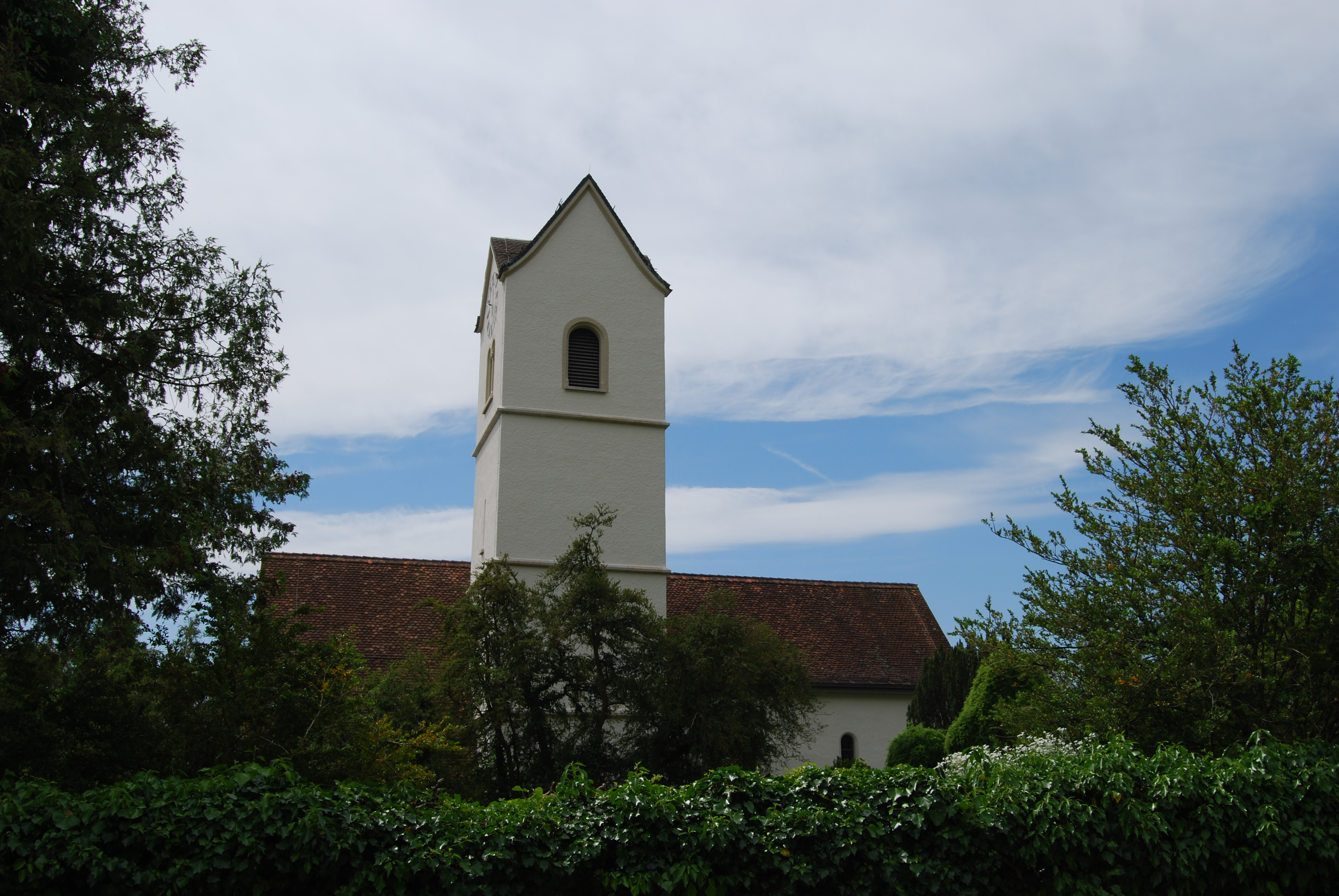
La chiesa riformata

- Chiesa riformata (già di San Martino), eretta nel X secolo e ricostruita nel 1615 e nel 1858[1].

## Società

### Evoluzione demografica
L'evoluzione demografica è riportata nella seguente tabella:
Abitanti censiti

### Lingue e dialetti
Pieterlen è un comune bilingue (tedesco, francese).

## Infrastrutture e trasporti

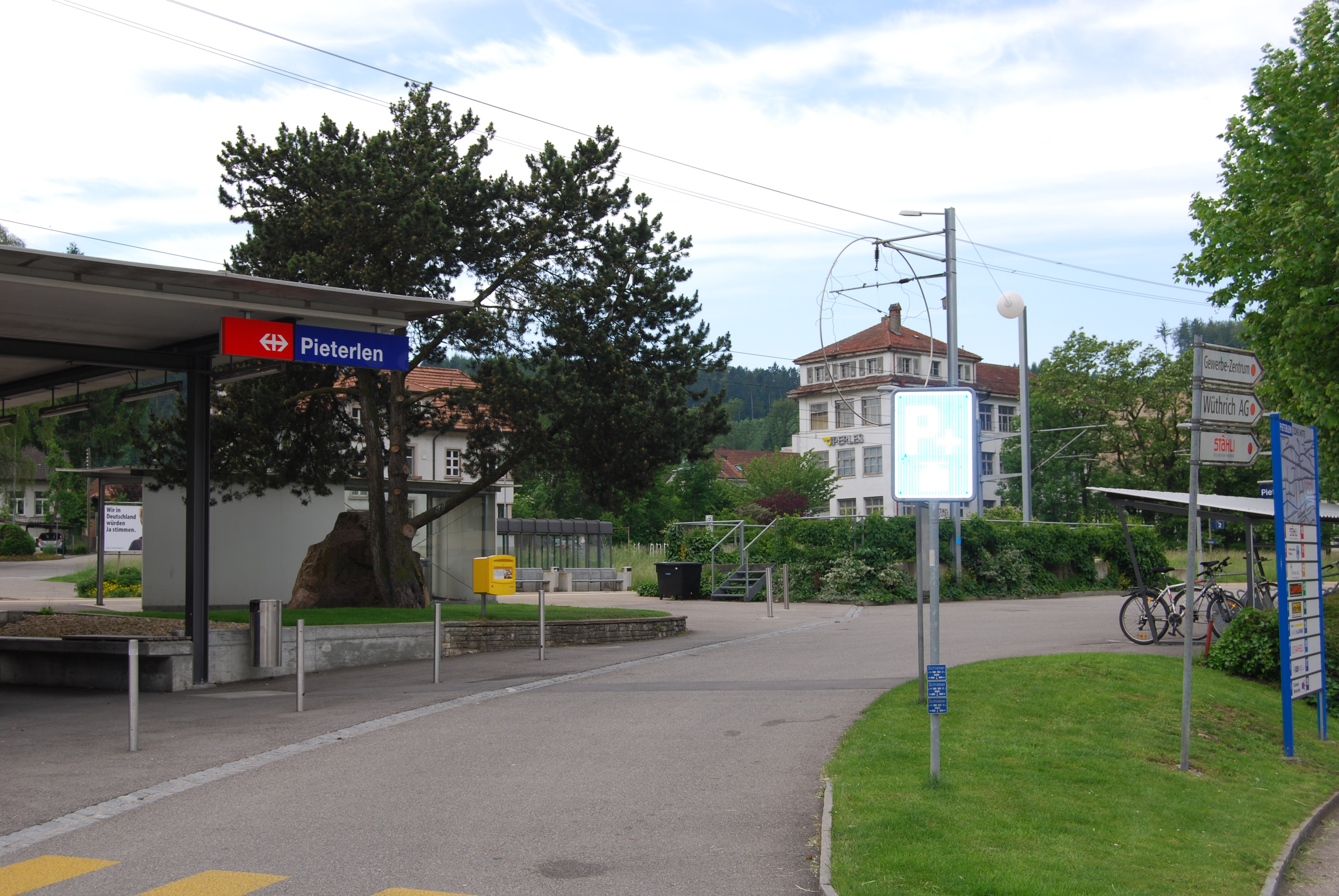
La stazione di Pieterlen

Pieterlen è servito dall'omonima stazione sulle linee Losanna-Olten e Basilea-Bienne.

## Amministrazione
Ogni famiglia originaria del luogo fa parte del cosiddetto comune patriziale e ha la responsabilità della manutenzione di ogni bene comune.